# Centro Industrial do Rio de Janeiro
O Centro Industrial do Rio de Janeiro (Firjan CIRJ) é uma organização privada de representação empresarial que reúne um grupo com mais de quatro mil organizações (industriais, comerciais ou de serviços) de portes variados. O Centro mantém relacionamento frequente com seus associados, oferecendo atendimento personalizado, serviços e networking permanente.
A Firjan CIRJ nasceu em agosto de 1941, originado da Firj (Federação Industrial do Rio de Janeiro), o que “representa a etapa consolidada e moderna da história que se iniciou em 1827 com a Sociedade Auxiliadora da Indústria Nacional (Sain).” Hoje ele é uma das entidades que integram a Firjan.

## Serviços
Os serviços prestados pela Firjan CIRJ incluem:
- Representatividade empresarial - O Centro atua junto ao poder público, impetra mandados de segurança coletivos e faz representações regionais e em conselhos e fóruns empresariais. Exemplo dessa atuação é o mandado de segurança impetrado pela Firjan CIRJ contra a Agência Nacional de Vigilância Sanitária. Devido a uma greve na autarquia, a Anvisa havia retido insumos farmacêuticos em locais de entrada de mercadorias, como portos e aeroportos. Isso prejudicou empresas do setor no sentido de dificultar a distribuição de fármacos e gerar prejuízos com armazenagem e multas;[4]
- Assessorias técnicas - Nas áreas de comércio exterior, segurança, meio ambiente, saúde, responsabilidade social, cultura, infraestrutura, inovação tecnológica e jurídica (tributária, ambiental, trabalhista, civil, legislativa, acordos e dissídios). Uma empresa que precisa saber mais sobre a legislação do trabalho, digamos, poderia participar de uma das ações da entidade, que foi promover palestra gratuita sobre rescisão trabalhista;[5]
- Informações estratégicas - A Firjan CIRJ também fornece informações estratégicas ao empresariado. Caso pontual: em 2014, a Financiadora de Estudos e Projetos (Finep) e a Fundação Carlos Chagas Filho de Amparo à Pesquisa do Estado do Rio de Janeiro (Faperj) estavam com uma ação de fomento para pequenas e micro empresas, chamada “Programa Tecnova - Rio Inovação 2013”. Na ocasião, a Firjan CIRJ montou um workshop voltado para empresários a fim de instruí-los sobre como competir para conquistar o sonhado financiamento. As informações fornecidas podem ser sobre pesquisa salarial, temas jurídicos (resoluções, portarias, normas, etc.), eventos, publicações empresariais, investimentos, indicadores sociais e econômicos, dentre outras;[6]
- Desconto para empresas, funcionários e dependentes - Na Firjan IEL, Firjan SENAI e Firjan SESI, bem como na locação de espaços para reuniões e eventos empresariais;[nota 2]
- Outros serviços - Fornecimento de informações em geral, como instruções sobre a maneira correta de requerer, à Polícia Federal, a Licença de Funcionamento de empresas que usam produtos e insumos químicos controlados.[nota 3]

## Associação
As empresas que desejam usufruir desses serviços que a Firjan CIRJ oferece têm que participar com uma contribuição associativa mensal. O valor varia conforme a quantidade de funcionários e o tipo de empresa: pode ser uma empresa industrial (aquela com fins lucrativos que transforma insumos em produtos acabados ou que realiza operação de industrialização que gere produto tributado) e também pode ser uma empresa não industrial (organização que não pratica atividade de tal natureza, como instituições financeiras, empresas comerciais e firmas de prestação de serviços).